# Torneuma
Torneuma är ett släkte av skalbaggar. Torneuma ingår i familjen vivlar.

## Dottertaxa tillTorneuma, i alfabetisk ordning[1]
- Torneuma andreinii
- Torneuma championi
- Torneuma coecum
- Torneuma convexiuscula
- Torneuma damryi
- Torneuma deplanatum
- Torneuma grouvellei
- Torneuma karamani
- Torneuma liguricum
- Torneuma longicolle
- Torneuma longipenne
- Torneuma minutum
- Torneuma morandae
- Torneuma normandi
- Torneuma oberthuri
- Torneuma orbatum
- Torneuma raymondi
- Torneuma rectirostris
- Torneuma robustum
- Torneuma rosaliae
- Torneuma sardoum
- Torneuma setiferum
- Torneuma siculum
- Torneuma simoni
- Torneuma strigirostris
- Torneuma subplanum
- Torneuma subterraneum
- Torneuma syriacum
- Torneuma theryi
- Torneuma tingitana
- Torneuma zoufali